# Coconi, Călărași
Coconi este un sat în comuna Mânăstirea din județul Călărași, Muntenia, România.